# Ельстерауе
Ельстерауе (нім. Elsteraue) — громада в Німеччині, розташована в землі Саксонія-Ангальт. Входить до складу району Бургенланд.
Площа — 79,91 км2. Населення становить 7983 ос. (станом на 31 грудня 2021).

## Цікавий факт
У складі агрохолдингу Петра Порошенка "Укрпромінвест-Агро" з 2011 року в місті Ельстерауе працює завод з виробництва крохмалю .

## Галерея

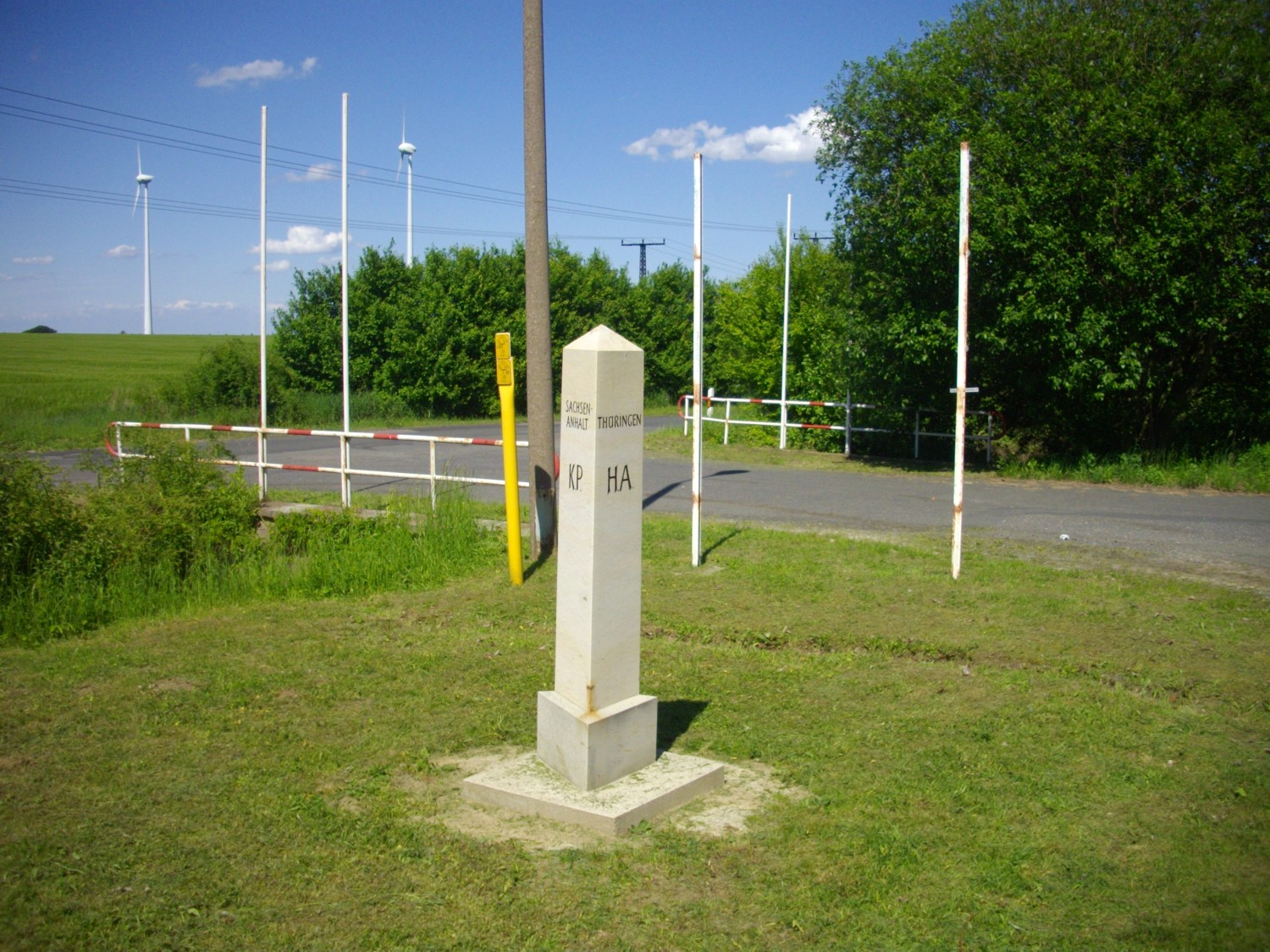
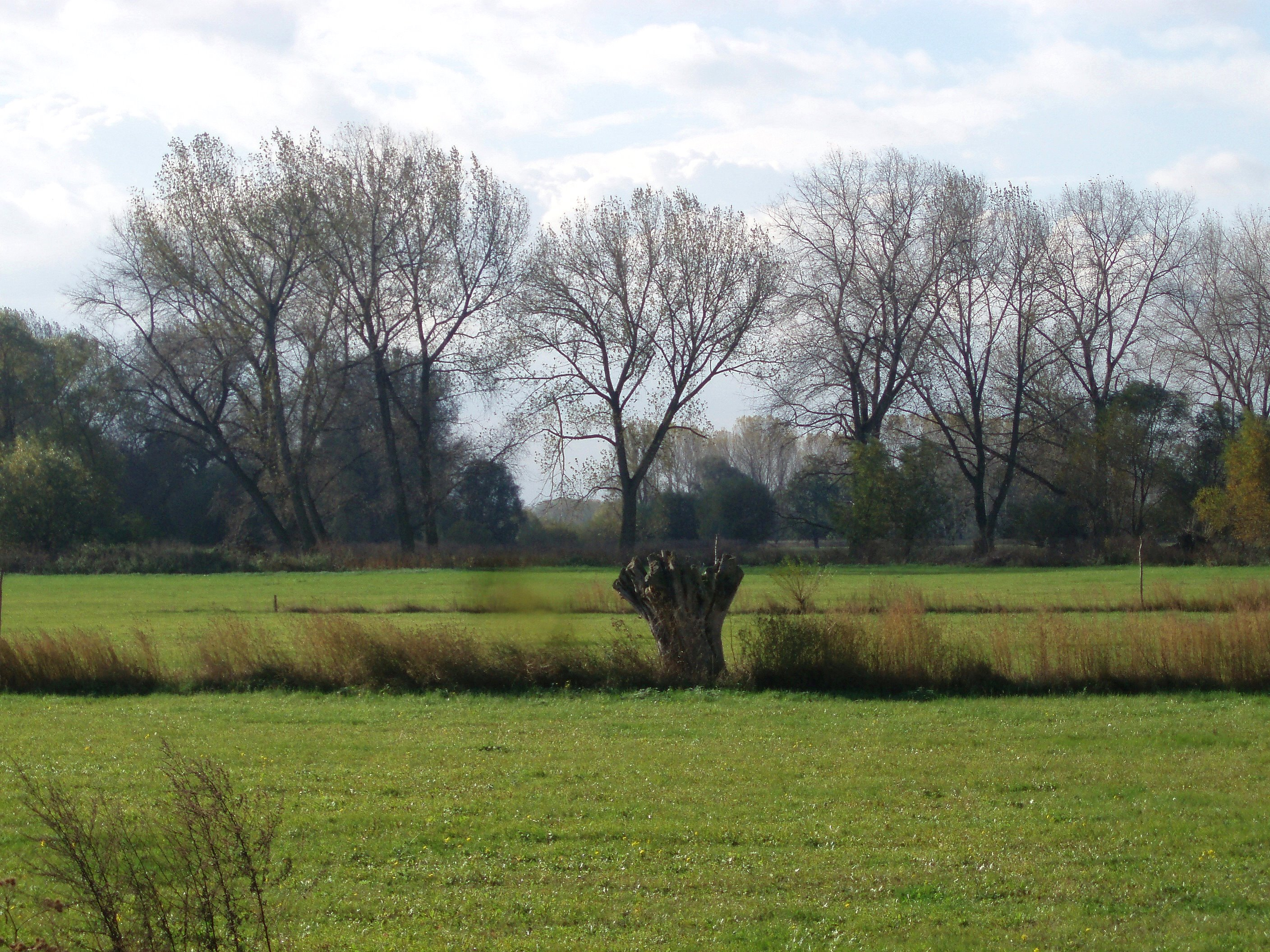
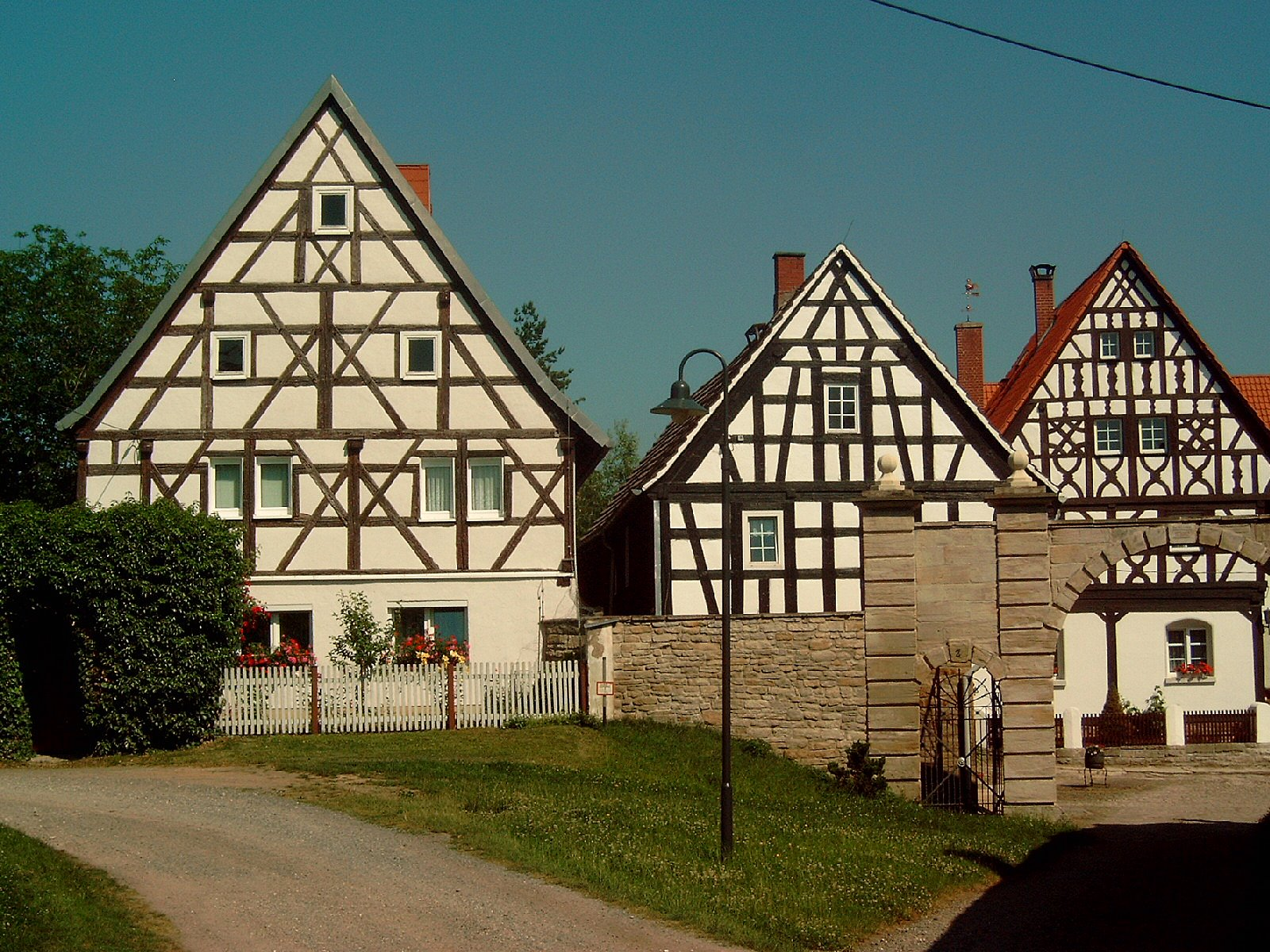
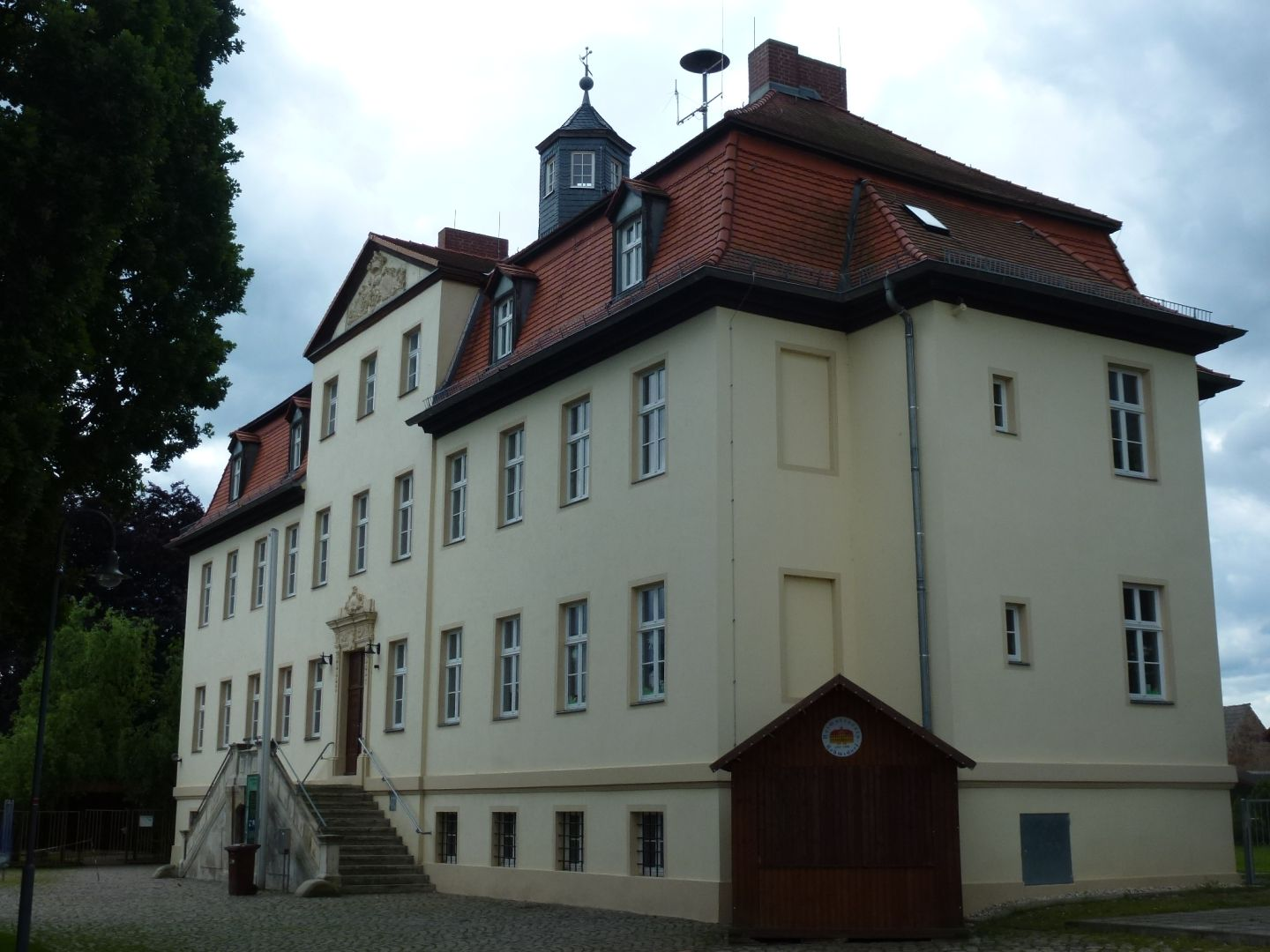
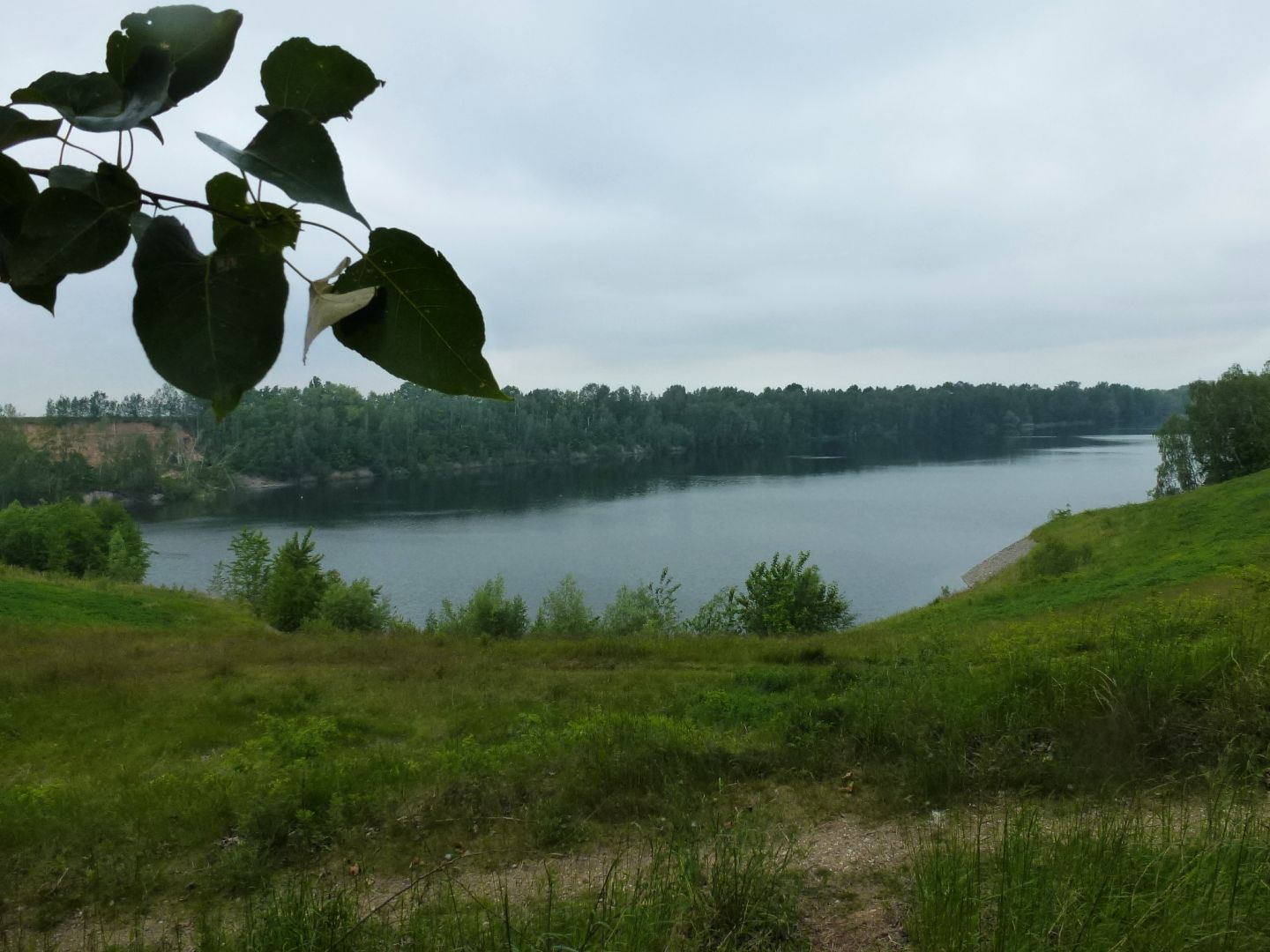
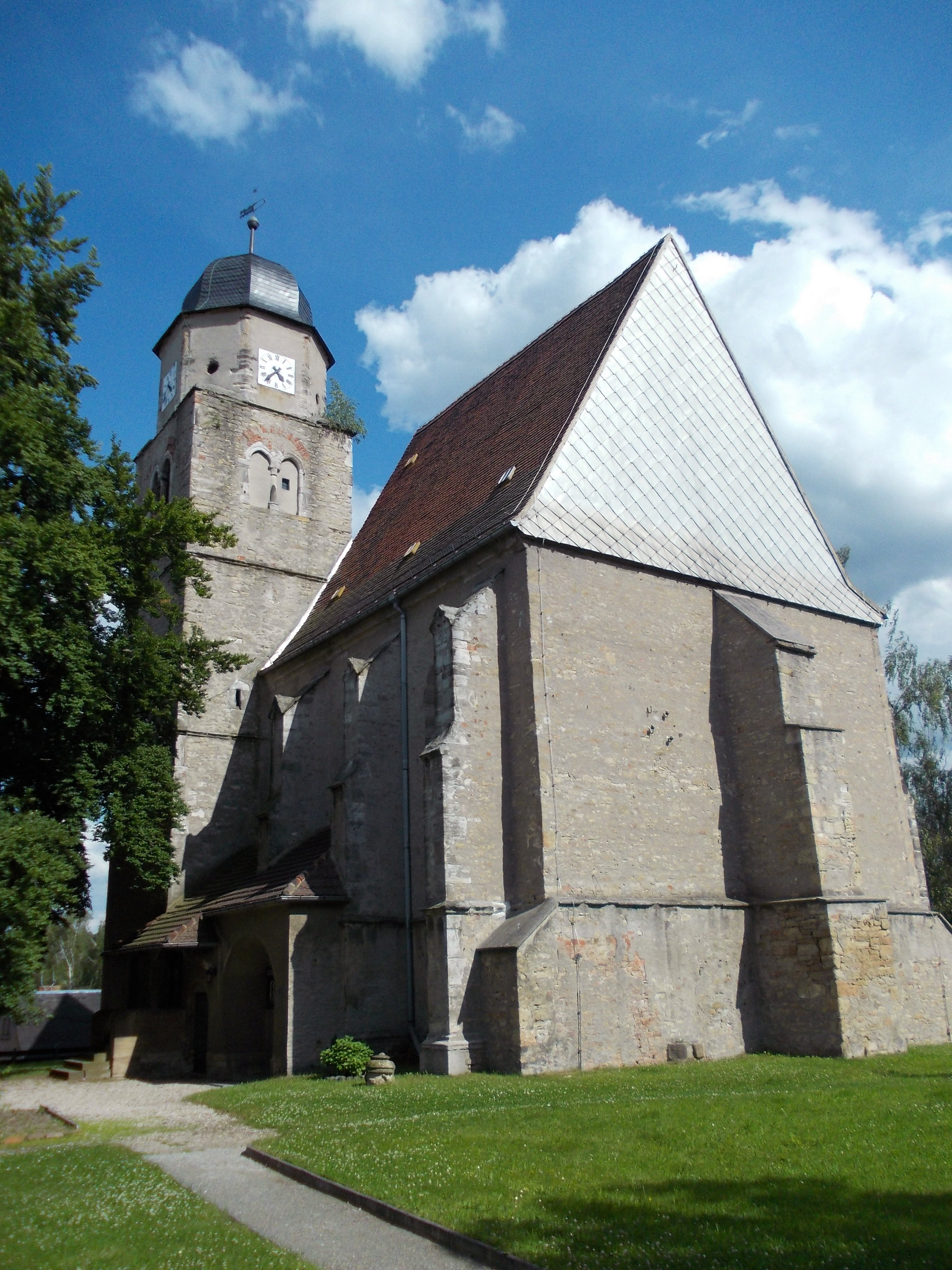